# Papež Martin IV.
Papež Martin IV., rojen kot Simon de Brion (Mompis ali Mompitius, Simon de Brie)  je bil rimski škof (papež) Rimskokatoliške cerkve; * okrog 1210 naselje Mainpincien (župnija Andrezel pri Joignyju, Francija); † 28. marec 1285 Perugia (Papeška država, Sveto rimsko cesarstvo).

## Življenje
Simon se je rodil okrog 1210 v naselju Mainpincien v župniji Andrezel , v pokrajini Brie. Zdi de, da je pripadal družini malih posestnikov Brion pri Joignyju. Njegov oče Jean de Brion je bil ugleden sodnik v Donnemarie-Dontillyju, ki je spadal v kapiteljstvo sv. Martina Turskega.
 
Vstopil je v cerkveno službo in postal arhidiakon v Rouenu, potem varuh pečata in kancler Ludvika IX., od 1261 kardinal-duhovnik pri Santa Cecilia in Trastevere, je pod  Urbanom IV., Klemenom IV. in Gregorjem X. opravljal pomembno službo stalnega papeškega poslanca na francoskem dvoru. 

### Papeškevolitve pod pritiskom
Na novico o nenadni smrti papeža Nikolaja je Karel Anžujski storil vse, da bi kardinalski zbor prevesil v korist Francozov in izvolil papeža po njegovi volji. Takoj je pohitel v Viterbo, ki je poleg Soriano Viterbo, kjer je papež umrl. Dva najuglednejša italijanska kardinala iz rodbine Orsini je pognal v beg, druge pa dal zapreti v Viterbu v konklave in jih ni pustil ven, dokler ni dobil večine francoski kardinal-duhovnik Simon de Brion. Ker je bil izvoljenec poprej kanonik pri svetem Martinu, si je izvolil ime Martin IV. Ker so v Rimu izbruhnili nemiri, v katerih so izgnali vse Orsinijeve, se papež ni upal tja, ampak so ga posvetili in kronali 23. marca 1281 v Orvietu. 

Svoje papeško delovanje je uravnaval po volji tega kralja in s tem izničil predhodnikova prizadevanja za neodvisnost papeštva. Prejšnji papež je pridržal rimsko senatorstvo Rimljanom, Martin je pa sicilijanskega kralja Karla Anžujskega imenoval celo za dosmrtnega rimskega senatorja. 

### »Francoski«konzistorij
V konzistoriju 12. aprila 1281 je imenoval sedem kardinalov, od katerih so bili štirje Francozi:
1. Bernard de Languissel, nadškof v Arlesu, naslovni škof Porto e Santa Rufina († 23. julij 1291).
2. Hugh of Evesham, papežev osebni zdravnik z naslovom S. Lorenzo in Lucina († 4. september 1287).
3. Jean Cholet, naslov S. Cecilia. († 2. avgust 1293).
4. Gervais Jeancolet de Clinchamp, arhidiakon stolnega kapitlja v Parizu, naslov Ss. Silvestro e Martino ai Monti. († 15. september 1287).
5. Conte Casate, arhidiakon v Milanu, naslov Ss. Marcellino e Pietro. († 8. april 1287).
6. Geoffroy de Bar, dekan stolnega kapitlja v Parizu; naslov S. Susanna. († 21. avgust 1287).
7. Benedetto Caetani, apostolski protonotar, diakon pri S. Nicola in Carcere. Izvolili so ga za papeža  Bonifacija VIII.  24. decembra 1294. († 11. oktobra 1303).

V Papeški državi je postavljal na najvažnejše položaje francoske uradnike. To je bilo kot olje na nezadovoljstvo gibelinov, ki ga je še podžigalo papeževo nesmotrno uporabljanje cerkvenih kazni (izobčenje, interdikt, križarska vojna) za obračunavanje s političnimi nasprotniki.

### »Sicilske večernice«
Zagrenjeni Sicilijanci so se pri papežu Martinu pritožili zoper svojega kralja Karla I. Anžujskega, ki je bil uradno papeški vazal in ki jih je vedno bolj stiskal z davki. Ko so se vračali od kardinalov, jih je tam navzoči kralj Karel ujel in zaprl v ječo. Na Siciliji so izvolili novega kralja, Petra Aragonskega, Konstancijinega moža. On je zbral velikansko vojsko, da bi si osvojil Sicilijo.
Palermci so 31. marca 1282 - na Velikonočni ponedeljek - po stari navadi šli na žegnanje v bližnji Monreale . Neki francoski fant je začel nadlegovati neko sicilijansko dekle, kar je Italijane tako razburilo, da so pobili vse v procesiji navzoče Francoze. Vstaja se je naglo širila in samo po Palermu so pobili tisto noč štiri tisoč Francozov, veliko več pa po celem kraljestvu. Ta pokol so poimenovali „sicilijanske večernice”. Karel, ki je bival tedaj v Rimu, je z vojsko zbrano zoper bizantinskega cesarja Mihaela Paleologa takoj krenil v Messino; medtem pa je prispel v Palermo Peter Aragonski, ki so ga tam oklicali za kralja. V bitki je premagal Karlovo ladjevje, njegovega sina Karla zajel in zaprl v močno utrdbo. Papež Martin je Petra takoj po kronanju izobčil in podaril v fevd Aragonijo mlajšemu sinu francoskega kralja Filipa III. Zoper njegove politične nasprotnike je povedel celo križarsko vojno! Podprl je tudi njegove napadalne načrte proti Bizancu. Cesarja Mihaela VIII. je kot krivoverca in razkolnika izobčil, s čimer je popolnoma zavrl dotedanja prizadevanja svojih predhodnikov za edinost.
Močno pa je podpiral dušnopastirsko dejavnost reda manjših bratov ali minoritov ter bil osebno zelo dober in vedno pripravljen za pomoč ljudem v stiski. 

### Konklave
Kot kardinal je Simon de Brion sodeloval pri konklavah, ko je bil izvoljen:
- Klemen IV. (1264–1265)
- Gregor X. (1268–1271)
- Nikolaj III. (1277). Manjkal pa je pri treh konklavah 1276, ko je bil izvoljen:
- Inocenc V.
- Hadrijan V.
- Janez XXI.

## Smrt in spomin
Sredi hude zmešnjave – ko da bi sledila Božja sodba, ker je en krščanski vladar vodil križarsko vojno zoper drugega krščanskega vladarja – so en za drugim umrli istega leta: kralj Karel Anžujski 7. januarja 1285 ter njegov varovanec papež Martin 28. marca, francoski kralj Filip III. (Plešasti) 5. oktobra, kralj Peter Aragonski pa 10. novembra 1285.
Martin je umrl v Perugiji in so ga pokopali v tamkajšnji stolnici svetega Lovrenca. Guy Bernard meni, da so se na njegovem grobu dogajali čudeži. 
Dante je postavil Martina IV. v šesti stožec vic zaradi njegove požrešnosti. Zdi se, da je res umrl zaradi tega, ker je pojedel preveč jegulj iz jezera Bolsena (Lago di Bolsena), in jih obilno zalival z odlično vinsko kapljico imenovano »vernaccia«:
| Divina commedia: »Purgatorio« (del) |
| --- |
| ...ebbe la Santa Chiesa in le sue braccia: dal Torso fu, e purga per digiuno l'anguille di Bolsena e la Vernaccia Martinova politika je imela boleče posledice za vso Italijo, kjer so gibelini začeli dvigovati glavo ter povzročali nasilje in sovraštvo, ki se izraža tudi v Dantejevih porogljivih verzih, kjer se je osredotočil na njegovo šibko stran, ter tako sprejel za gotove govorice, češ da je Martin umrl zaradi prebavnih motenj, ki so jih povzročile jegulje v vinu. Villani piše, da je bil Martin »zelo velikodušen in dobrosrčen v cerkvenih zadevah«; drugi pričujejo, da je zapustil glas svetega človeka, čeprav je bil preveč odvisen od Karla Anžujskega. V Pipinovem Chronicon-u pa beremo, da so ob njegovi smrti sestavili zbadljivko: |

| latinski izvirnik (del)                                                     |
| --------------------------------------------------------------------------- |
| Gaudent anguillae, quia hic iacet ille qui quasi morte reas escoriabat eas; |

Tudi drugi sodobniki poročajo podobno, pa lahko verjamemo, da ne brez razloga. 